# Étienne-Théodore Cuenot
Pour les articles homonymes, voir Saint Étienne, Saint Théodore et Cuenot.
Étienne-Théodore Cuenot, né au Bélieu en France, près de Morteau (Doubs), le 8 février 1802, mort à Bình Định en Cochinchine orientale (actuel Vietnam) le 14 novembre 1861, est un évêque missionnaire, martyr, saint catholique fêté le 14 novembre et avec 116 autres martyrs du Vietnam le 24 novembre.

## Biographie
Après avoir été ordonné prêtre en 1825 à Aix-en-Provence, il rejoint les Missions étrangères de Paris en 1827. L'année d'après, il est envoyé à Macao puis rejoint la Cochinchine. Là, il reconstitue  deux séminaires, forme de nouveaux prêtres et rédige un manuel spécifique à leur égard tout en évangélisant la région. Malgré quelques problèmes de santé et les représailles de l'empereur Thiệu Trị dès 1833, il assume courageusement son ministère. Il est nommé évêque titulaire de Métellopolis (de), et en 1840 Vicaire apostolique de la Cochinchine orientale.
Apôtre trop zélé de Jésus-Christ pour les autorités, il échappe à une première arrestation en 1854 grâce à l'assistance de plusieurs chrétiens. Malgré tout, il est arrêté en 1861 durant la persécution déclenchée par l'empereur Tự Ðức, alors qu'il parcourt encore pour les raffermir dans la foi les villages chrétiens de son diocèse. Enfermé dans une cage, il y meurt, après de longues souffrances, à la veille d'être supplicié et décapité.

## Hommages, postérité
Béatifié en 1909 par le pape Pie X. Canonisé le 19 juin 1988 à Rome par Jean-Paul II, avec les Martyrs du Vietnam († de 1745 à 1862) : André Dung-Lac, prêtre ; Thomas Thien et Emamnuel Phung, laïcs ; Girolamo Hermosilla, Valentino Berrio Ochoa, o.p., et six autres évêques, Théophane Vénard, prêtre MEP, et 105 compagnons, martyrs.
Deux édifices rappellent sa mémoire :
- L'église Saint-Étienne-Cuenot-Thể dans la commune de Phuoc Hoa, district de Tuy Phuoc, province de Bình Định, Vietnam (également connue sous le nom d'église Vĩnh Thạnh).
- Une statue le représentant est érigée devant l'église de son village natal du Bélieu.

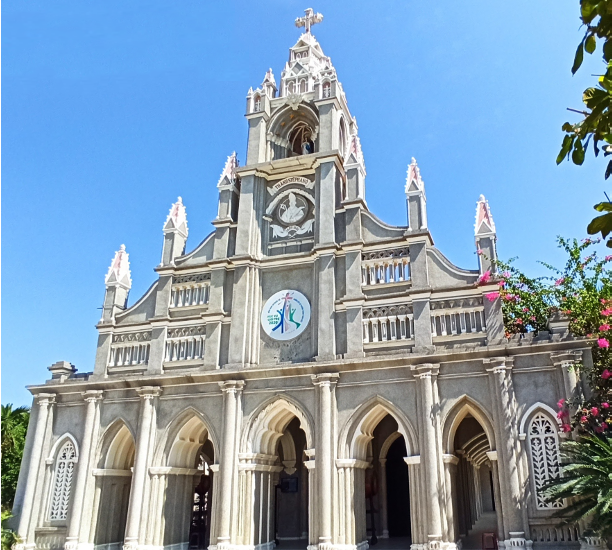
L'église Saint-Étienne-Cuenot-Thể à Phuoc Hoa.
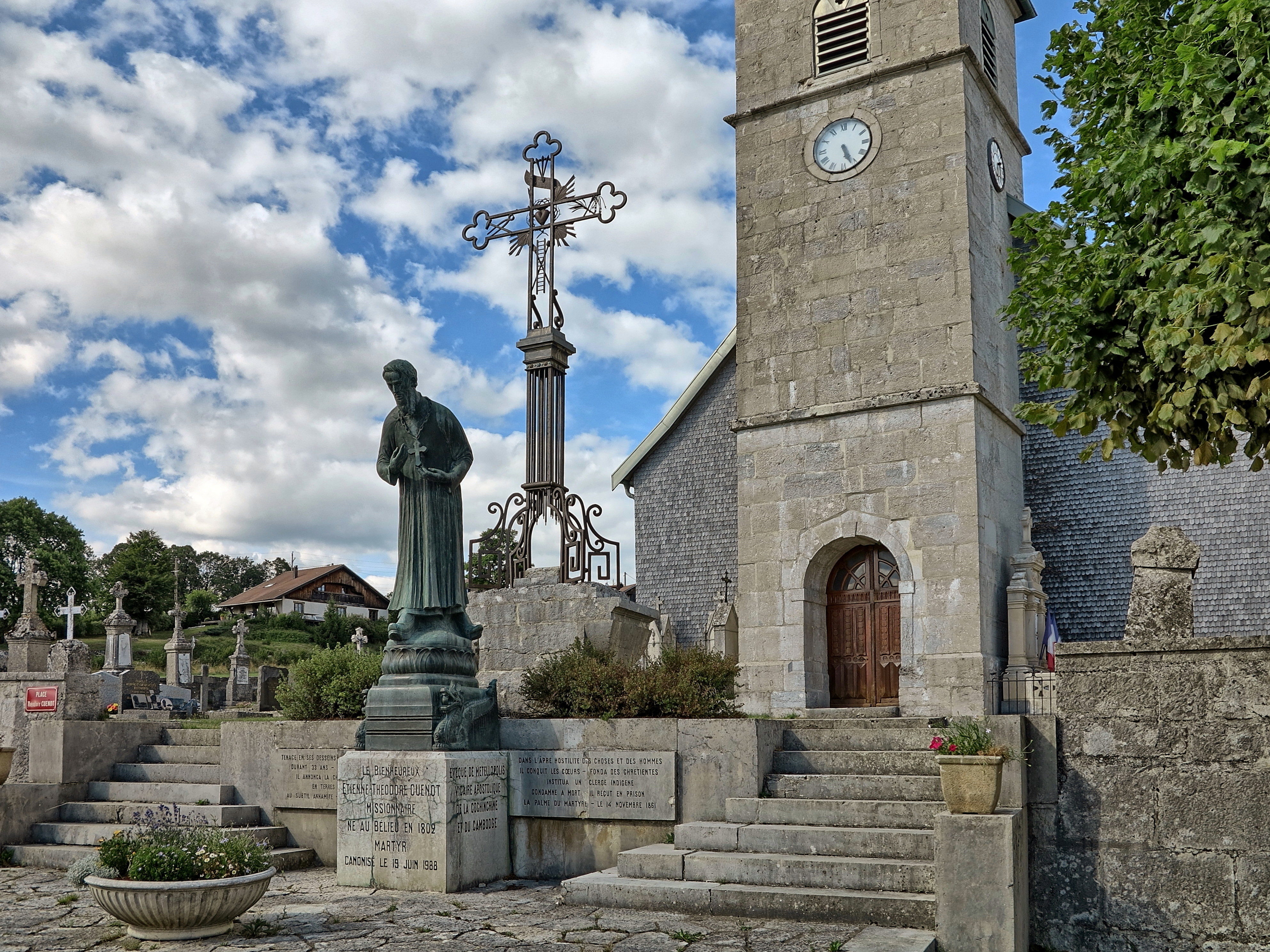
La statue d'Étienne-Théodore Cuenot devant l'église du Bélieu.

## Succession apostolique
Étienne-Théodore Cuenot a ordonné les évêques suivants :
- Évêque Dominique Lefèbvre, M.E.P. (1841)
- Évêque François-Marie-Henri-Agathon Pellerin, M.E.P. (1846)